# Croissance indéterminée

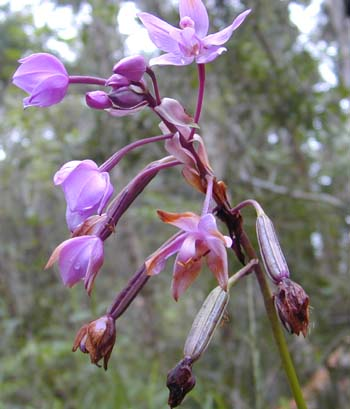
Cette inflorescence de Spathoglottis plicata (Orchidée) présente une croissance indéterminée. L'épanouissement des fleurs progresse de la base vers l'extrémité.

En botanique, la croissance indéterminée signifie que la croissance de la plante n'est pas terminée, par opposition à la « croissance déterminée » qui cesse dès qu'une structure génétiquement prédéterminée est complètement formée. Le même phénomène existe en zoologie, et concerne des animaux dont les cycles de reproduction et les capacités de reproduction ne cessent qu'avec leur mort , ou dont les ressources affectées à la croissance ne basculent que partiellement en faveur des tâches de reproduction. Sont concernées de nombreuses espèces : mollusques, crustacés,  lézards, poissons, amphibiens, tortues, insectes amétaboles, etc,. 
Ainsi une plante qui pousse et continue de produire des fleurs et des fruits jusqu'à ce qu'elle soit tuée par le gel ou tout autre facteur externe est appelée « indéterminée ».
Ce qualificatif s'applique, par exemple, aux variétés de tomate qui poussent selon un mode plutôt dégingandé, produisant des fruits tout au long de la saison de végétation, contrairement aux plants de tomate à croissance déterminée, qui se développent avec un port plus buissonnant et donnent une production massive et groupée, avant soit de continuer à pousser avec une croissance et une production minime, soit de dépérir.
Dans le cas des inflorescences (rameaux portant des fleurs), un type indéterminé (comme le racème) a des fleurs qui se développent et s'épanouissent de la base vers le bourgeon terminal. La croissance de l'inflorescence n'est pas gênée par l'épanouissement des premières fleurs ou le développement des fruits ; elle donne l'impression de pousser et de produire des fleurs indéfiniment.
Dans une inflorescence déterminée, généralement tous les boutons floraux sont formés avant que la première fleur ait commencé à s'ouvrir, et tous s'ouvrent plus ou moins en même temps, ou bien une fleur terminale s'épanouit en premier et bloque la croissance de l'axe principal.